# Roc de l'Àliga (les Valls de Valira)
El Roc de l'Àliga és una muntanya de 1.877 metres que es troba al municipi de les Valls de Valira, a la comarca de l'Alt Urgell.